# 马纳比省
马纳比省（西班牙語：Provincia de Manabí，又譯馬納維省）是厄瓜多尔西部的一个省，临太平洋岸。面积18,879平方公里，2001年人口1,186,025人。
马纳比省得名于当地的原住民，於1824年6月25日建省，下分二十二市，首府波托维耶霍。